# Juan Carlos Cejas
Juan Carlos Cejas Ugarte (Potosí, Bolivia; 2 de febrero de 1969) es un profesor, abogado y político boliviano. Fue el Gobernador del Departamento de Potosí desde el 31 de mayo de 2015 hasta el 9 de noviembre de 2019, habiendo sido elegido democráticamente por el pueblo potosino con el 62,2 % de la votación total del departamento en las elecciones subnacionales de 2015. Así mismo, se desempeñó en el cargo diputado uninominal por la Circunscripción 38 desde el año 2010 hasta el año 2015. 

## Biografía

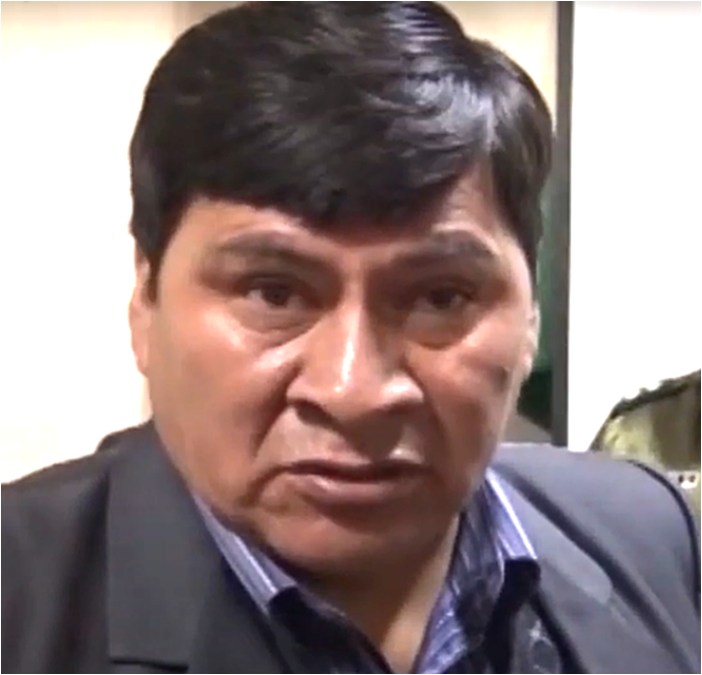
Juan Carlos Cejas en agosto del año 2019

Nació el 2 de febrero de 1969 en la ciudad de Potosí. Desde 1975, con apenas 6 años de edad, Juan Carlos empezaría ya a trabajar como ayudante de minería y luego como ayudante de albañilería. Salió bachiller el año 1987 en su ciudad natal. Continuo con sus estudios profesionales, ingresando a estudiar en la Escuela Superior de Formación de Maestros Eduardo Abaroa de la ciudad de Potosí graduándose como maestro el año 1991.

## Vida política

### Diputado Uninominal de Bolivia (2010-2015)
En diciembre de 2009, Juan Carlos Cejas fue candidato al cargo de diputado uninominal por la Circunscripción 38, representado al partido político del Movimiento al Socialismo (MAS). Juan Carlos Cejas ganó en dicha Circunscripción con el 56,91 % de la votación (22 847 votos). Ocupó el cargo de diputado hasta el 21 de enero de 2015.

### Gobernador de Potosí (2015-2019)
En 2015, Juan Carlos Cejas fue candidato al cargo de gobernador del Departamento de Potosí por el MAS. Ganó en todo el departamento con el 62,21 % de la votación (162 494 votos). Renunció el 9 de noviembre de 2019.